# Isthmohyla insolita
Espèce
Synonymes
- Hyla insolita McCranie, Wilson & Williams, 1993

Statut de conservation UICN

 EN  : En danger
Isthmohyla insolita est une espèce d'amphibiens de la famille des Hylidae.

## Répartition
Cette espèce est endémique du Honduras. Elle se rencontre à 1 550 m d'altitude dans l'extrême Ouest de la cordillère Nombre de Dios dans le département de Yoro,.

## Publication originale
- McCranie, Wilson & Williams, 1993 : New Species of Tree Frog of the Genus Hyla (Anura: Hylidae) from Northern Honduras. Copeia, vol. 1993, no 4, p. 1057-1062.